# Mote (alimento)

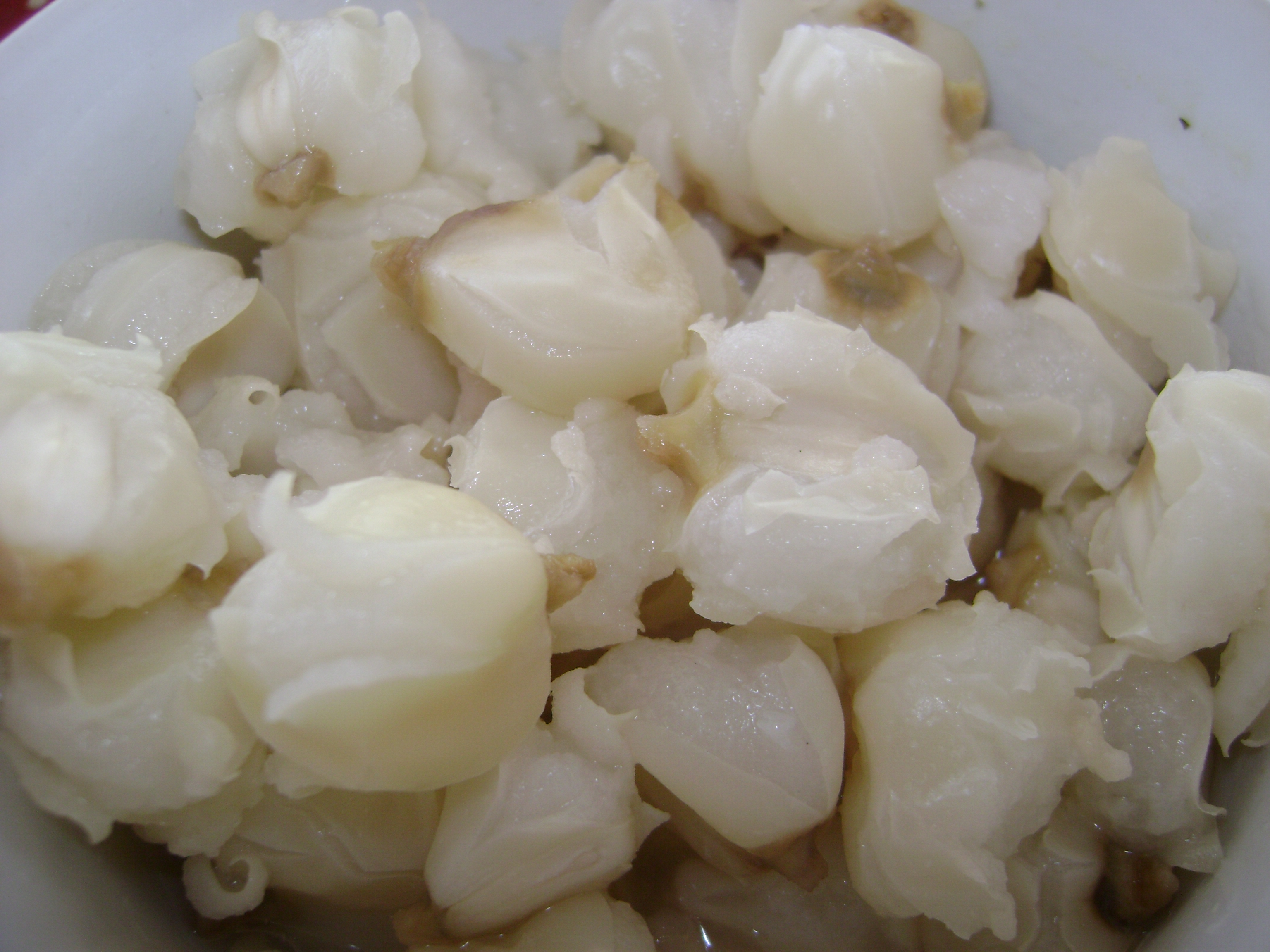
Mote cozido, ingrediente principal da patasca, Perú.

Mote é um alimento de trigo ou milho, descascado e cozido que é consumido gelado. É tradicional do continente americano.

## Milho

### Descascado
A forma mais comum de consumir o mote de milho é descascado. Para isso, o grão de milho é fervido com cinza de carvão, lenha ou cal. Na Argentina, é fervido com cinza de jume, uma planta do gênero Allenrolfea. No México e América Central, esse processo é chamado nixtamalização e é usado principalmente para produzir a massa da tortilla.

### Formas de preparo
Na Argentina o mote é consumido principalmente na região norte (NA), e menos frequentemente no Cuyo e na Patagônia. Fora destas regiões, só é consumido em restaurantes dedicados de culinaria telúrica ou em festas típicas. Os grãos geralmente são acompanhados com pedaços de carne (lhamas, caprinos, ovinos, bovinos, suínos, aves e raramente de viscacha, tatu, etc.). Pode ser consumido em forma de humita.
Na Patagônia, na zona Norte, além de ser consumida em guiso, é acompanhado com algum tipo de bebida fria.
No Equador, o grão de milho após ser fervido e cozido, é servido descascado. É utilizado em muitas sopas. Também é a base para alguns pratos típicos da cidade de Cuenca, como o "motepillo" ou o "mote sucio". Em Cusco (Perú) há uma variedade chamada mote gigante del Cusco, que destaca por seu tamanho.
Na Bolívia se chama mote ao grão de milho seco, fervido em água com a sua casca.
No Chile, na culinária mapuche o mote é empregado para elaborar um tipo de massa chamada catuto (mültrün em mapudungun), para uma bebida de baixa graduação alcoólica chamada muday e como ingrediente de diversas comidas, tais como cazuelas ou o  kakoiyael o kako, "comida de mote".
Na Colômbia e na Venezuela este prato é conhecido como mute. Na região central venezuelana adiciona-se porco e especiarias. No departamento de Santander e na região andina venezuelana faz-se com estômago de vaca, e nos estados de Lara e Yaracuy com Vísceras (fígado ou rins) de chibo. Também com o milho preparado desta forma, faz-se a arepa em diferentes regiões da Colômbia e a Venezuela.

## Trigo

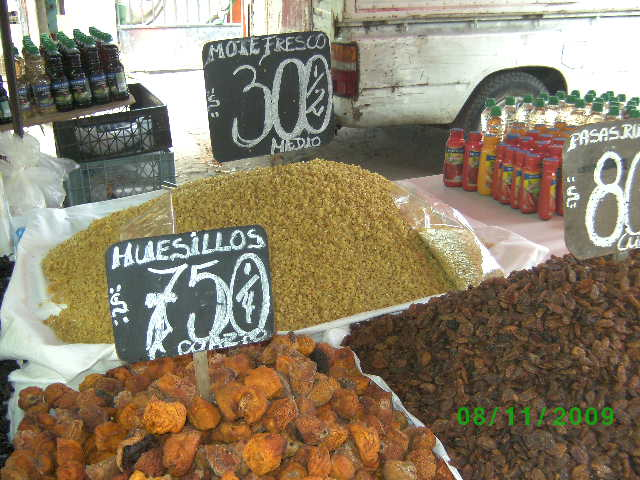
Venda de mote (amarelo atrás) numa feira no Chile.

No Chile, mote refere-se ao "mote de trigo", ou seja, ao grão de trigo fervido e descascado, comumente em um processo industrial. Usa-se principalmente para fabricar o brebagem doce mote con huesillos. Salgado é usado como acompanhamento em guisos, pelo qual recebe o nome de "porotos con mote" (feijões com mote) ou "papas con mote" (batatas com mote) e em algumas sopas, chamadas de trigo. Na Bolivia, por sua vez, esta preparação é o trigo pelado, e usa-se principalmente em sopas.
No Peru, o trigo é conhecido como mote de trigo.
Na Bolivia e Chile, os grãos de trigo são descascados com batán, (pedra de moer semelhante ao pilão).

## Outros usos
Existe também um mote de feijões, mote de fava, de fava verde e seca, cozido igual ao milho. Em Chiloé há um prato de favas ou ervilhas fervidas consumido diretamente; "mote de arvejas" (ervilhas) e "mote de habas" (favas)